# Andreas de Malte
Andreas de Malte est le 5e comte de Malte entre 1282 et 1300.
Il succède à son père Nicoloso comme comte de Malte et appartient donc à la dynastie génoise qui gouverne l'archipel maltais depuis le début du XIIIe siècle. 
Il reste difficile d'établir clairement le jeu des alliances au cours de la période troublées des Vêpres siciliennes en mars 1282.
Il semble que les forces du roi Jacques II d'Aragon aient pu facilement prendre possession des îles maltaises à l’exception de la place forte du Castrum maris, dont la garnison angevine tiendra jusqu'à la victoire aragonaise lors de la Bataille de Malte à l'été 1483. L'arrivée à Malte semble avoir été facilité par des soutiens locaux, et probablement celle du nouveau comte Andreas qui est récompensé par le nouveau pouvoir aragonais en confirmant son poste de comte.
À la même époque, le pouvoir angevin nomme Roger de Lauria comme comte de Malte, mais il ne s'agit que d'une nomination virtuelle, puisque les îles ont été perdues après la Bataille de Malte.
L'héritier du comté est alors Guglielmo, le fils de Perino (frère aîné d'Andreas) et donc petit-fils de Nicoloso de Malte ; mais Guglielmo meurt en 1299 et Andreas vers 1300. Les droits sur le comté passent alors à la fille de Guglielmo, Lukina.

## Sources
- (en) Charles Dalli, Malta, The Medieval Millennium, Malte, Midsea Books ltd, coll. « Malta's Living Heritage », 2006 (ISBN 99932-7-103-9)
- (it) Bresc Henri, « Malta dopo il Vespro siciliano », Melita Historica, vol. 6,‎ 1974, p. 313-321 (lire en ligne [PDF])